# Vũ điệu hoang dã (phim truyền hình Philippines)
Marimar (Vũ điệu hoang dã) là bộ Phim truyền hình Philippines được công chiếu trên đài GMA Network. Phim được chuyển thể từ phim truyền hình năm 1994 Mexico cùng tên. Phim với sự tham gia của Marian Rivera và Dingdong Dantes.

## Nội dung
Yêu Sergio Santibanez (Dingdong) nhưng Angelika (Katrina) lại quyết định kết hôn với cha của người yêu để nhanh chóng trở thành bà chủ của khu nghỉ mát cao cấp. Đau đớn vì bị phản bội, Sergio nung nấu quyết tâm trả thù bạn gái lẫn cha ruột của mình.
Thế trận mà người đàn ông hận tình bày ra có một con át chủ bài vô cùng lợi hại, đó chính là Marimar (Marian) - một cô gái ngây thơ, trong sáng đang thầm yêu Sergio. Marimar là con gái của một tỷ phú, nhưng sau vụ tai nạn máy bay hồi nhỏ, cô đã bị lạc cha mẹ và mất đi trí nhớ, từ đó cô sống trên đảo với hai ân nhân đã cứu sống mình trong cảnh nghèo khó. Không hay biết về kế hoạch của chàng trai mình trót yêu thương, Marimar về làm vợ Sergio trong niềm vui tột cùng. Thế nhưng từ lúc bước chân vào dinh thự sang trọng của gia đình Sergio, Marimar bắt đầu phải sống trong cảnh đau khổ đến tột cùng, nhất là khi mẹ kế của chồng là một người đàn bà ác độc và xảo quyệt. Marimar và Angelica vốn là đôi bạn thân từ nhỏ nhưng do hiểu nhầm Marimar muốn bỏ rơi mình, Angelica đã trở mặt và ganh ghét cô.
Rồi sự thật cũng hé lộ, Marimar nhận ra mình chỉ bị Sergio lợi dụng để phục vụ cho kế hoạch trả thù của anh ta. Đau đớn và tuyệt vọng, cô quyết định ra đi và may mắn đã đoàn tụ với gia đình. Trớ trêu thay, ngay lúc này Sergio đã yêu cô thật lòng và không ngừng tìm kiếm cô với mong muốn sửa chữa lỗi lầm. Sau nhiều năm biệt tích, Marimar bỗng nhiên quay về với tư cách là quý cô Bella Aldama giàu có, sắc sảo và nhẫn tâm… Marimar đã đi đâu và đã làm gì? Tại sao cô lại trở nên giàu có một cách lạ lùng như vậy, hay cô đã tìm lại được gia đình? Quay về sau nhiều biến cố, liệu quý cô Bella Aldama kiêu kỳ có còn giữ lại chút nào nét đẹp tâm hồn vốn có của Marimar ngày xưa?

## Diễn viên
Diễn viên chính
- Marian Rivera vai Marimar Perez-Santibañez / Bella Aldama[1]
- Dingdong Dantes vai Sergio Santibañez

Diễn viên phụ
- Katrina Halili vai Angelika Santibañez / Angelika Aldama
- Richard Gomez vai Renato Santibañez
- Jestoni Alarcon vai Gustavo Aldama
- Rita Avila vai Lupita Aldama
- Boboy Garovillo vai Padre Porres
- Leo Martinez vai Pancho Perez
- Caridad Sanchez vai Cruz Perez
- Bing Loyzaga vai Esperanza Aldama
- Michael V. vai Lồng tiếng cho Fulgoso
- Nigel vai Fulgoso
- Manilyn Reynes vai Corazon
- Gabby Eigenmann vai Nicandro Mejia
- Sheena Halili vai Monica
- Bianca King vai Natalia Montenegro
- Marky Lopez vai Arturo
- Rufa Mae Quinto vai Lồng tiếng cho Fifi
- Nadine Samonte vai Innocencia Arcega
- Mike Tan vai Choi
- Mel Kimura vai Perfecta

Diễn viên khác
- Arthur Solinap vai Diego
- Marvin Agustin vai Rodolfo San Jinez
- Francheska Salcedo vai Cruzita Aldama–Santibañez
- Dino Guevarra vai Antonio
- Carmina Villaroel vai Rhia Concepcion
- Lani Mercado vai Vanessa Mae Cruz
- Hayden Kho, Jr. vai Hayden Miranda
- Paolo Paraiso vai Carlitos Solis
- Shermaine Santiago vai Brenda
- Victor Aliwalas vai Adrian Alasco
- K Brosas vai Rowena
- Pocholo Montes vai Vitug
- Raquel Montessa vai Leonor Arcega
- Joseph Ison vai Rodrigo
- Mike Gayoso vai Bảo vệ của Angelika

Khách mời
- Jaime Fabregas vai Augusto Aldama
- Pilar Pilapil vai Dolores Aldama
- Cristine Reyes vai Kim Chan
- Irma Adlawan vai Selva
- Soliman Cruz vai Berto
- Bruno Folster vai Bruno
- Gwen Garci vai Olga
- Ailyn Luna vai Cecilla
- Jan Marini vai Cảnh sát DSWD
- Kirby de Jesus vai Bệnh nhân tâm thần
- Joanne Quintas vai Jemma
- Ronnie Lazaro vai Jose
- Nicole Dulalia vai Angelika (nhỏ)
- Ella Cruz vai MariMar (nhỏ)

## Ratings
Rating tập đầu phim lên đến 36.6%. trong khi tập cuối lên đến 52.6% - cũng là rating cao nhất.

## Giải thưởng
| Năm  | Giải                                        | Hạng mục                                   | Đề cử                          | Kết quả   | Nguồn |
| ---- | ------------------------------------------- | ------------------------------------------ | ------------------------------ | --------- | ----- |
| 2008 | 2008 Box Office Entertainment Awards        | Most Popular TV Program                    | Marimar                        | Đoạt giải |       |
| 2008 | 2008 Box Office Entertainment Awards        | Most Popular TV Director                   | Mac Alejandre, Joyce E. Bernal | Đoạt giải |       |
| 2008 | 2008 Box Office Entertainment Awards        | Most Promising Female Star                 | Marian Rivera                  | Đoạt giải | [ 4 ] |
| 2008 | 2008 Box Office Entertainment Awards        | Phenomenal TV Star                         | Marian Rivera                  | Đoạt giải |       |
| 2008 | 1st Filipino-American Visionary Awards      | Favorite Television Actor                  | Dingdong Dantes                | Đoạt giải |       |
| 2008 | 1st Filipino-American Visionary Awards      | Favorite Television Actress                | Marian Rivera                  | Đoạt giải |       |
| 2008 | Nickelodeon Kids' Choice Awards Philippines | Favorite TV Show                           | Marimar                        | Đoạt giải |       |
| 2008 | 4th USTv Students' Choice Awards            | Most Popular Drama/Miniseries              | Marimar                        | Đoạt giải |       |
| 2008 | 4th USTv Students' Choice Awards            | Most Popular Actor in a Drama/Miniseries   | Dingdong Dantes                | Đoạt giải |       |
| 2008 | 4th USTv Students' Choice Awards            | Most Popular Actress in a Drama/Miniseries | Marian Rivera                  | Đoạt giải |       |

## Công chiếu quốc tế
- Việt Nam  TodayTV (từ ngày 18/01/2013)